# Alessandro Grassi
Alessandro Grassi (Giarre, 16 ottobre 1816 – ...) è stato un politico italiano, deputato dell'VIII legislatura del Regno d'Italia.

## Biografia
Nato da Pietro e Giuseppina, si iscrisse all'Università di Catania ma non arrivò a completare gli studi. Benestante, durante la rivoluzione siciliana del 1848 ricoprì nel paese natio la carica di comandante della guardia nazionale. Dopo lo sbarco dei Mille in Sicilia fu presidente del comitato governativo, riuscendo a mantenere l'ordine.
Alle elezioni parlamentari del 1861 fu eletto deputato con 801 voti.
Nel 1864 ospitò in casa propria, a Giarre, l'allora principe ereditario Umberto I che era in visita in città. L'evento è ricordato da una lapide apposta sulla facciata del palazzo, in via Callipoli, 165.
Tra il 1872 e il 1879 fu sindaco di Giarre, riuscendo a portare il bilancio comunale in pareggio.